# Francesco Di Felice
Francesco Di Felice, né le 17 mars 1997 à Guardiagrele (Abruzzes), est un coureur cycliste italien.

## Biographie
Il met un terme à sa carrière cycliste à l'issue de la saison 2024. 

## Palmarès et résultats

### Palmarès par année
- 2016
  - 3e de la Targa Crocifisso
- 2018
  - 2e du Trofeo Gruppo Meccaniche Luciani
  - 3e du Gran Premio della Possenta
  - 3e du Trophée de la ville de San Vendemiano
  - 3e de la Medaglia d'Oro Nino Ronco
  - 3e du Mémorial Cochi Boni
- 2019
  - Grand Prix de la ville de Pontedera
  - Mémorial Guido Zamperioli
  - Memorial Cav Augusto Maffi
  - Gran Premio San Luigi
  - Medaglia d'Oro Fiera di Sommacampagna
  - 3e étape du Tour du Frioul-Vénétie julienne
  - Coppa Ciuffenna
  - Trofeo Gianfranco Bianchin
  - 2e de la Coppa Ardigò
  - 2e du Grand Prix Santa Rita
  - 2e du Circuito del Compitese
  - 3e de la Ruota d'Oro
  - 3e du championnat d'Italie du contre-la-montre par équipes espoirs
  - 3e de la Coppa d'Inverno
  - 3e du Challenge Ciclismoweb
- 2020
  - 3e de la Coppa San Geo
  - 3e de l'Astico-Brenta
- 2021
  - Coppa Lanciotto Ballerini
  - 2e du Trophée Mario Zanchi
- 2022
  - Coppa Caduti di Reda
  - 2e de Pistoia-Fiorano
  - 3e du Grand Prix de la ville de Pontedera
  - 3e du Trophée de la ville de Brescia
  - 3e du Tour de Bulgarie
- 2023
  - Pasqualando
  - 2e du Trophée Matteotti amateurs
  - 3e de La Bolghera
- 2024
  - Gran Premio Osio Sotto
  - 2e de la Coppa Ardigò
  - 2e de la Coppa Bologna
  - 2e du Gran Premio Comune di Cerreto Guidi
  - 2e de la Costa dei Trulli 
  - 2e du Gran Premio Somma
  - 3e du Gran Premio Polverini Arredamenti
  - 3e du Circuit de Cesa

### Classements mondiaux
| Année                                 | 2018  | 2019 | 2020 | 2021 | 2022 |
| ------------------------------------- | ----- | ---- | ---- | ---- | ---- |
| Classement mondial                    | 1056e | 827e | nc   | nc   | 502e |
| UCI Europe Tour                       | 659e  | 602e | nc   | nc   | 399e |
|                                       |       |      |      |      |      |
| Légende : nc = non classéSource : UCI |       |      |      |      |      |